# Терещук Олександр Іванович
Олекса́ндр Іва́нович Терещу́к — солдат Збройних сил України, учасник російсько-української війни, відзначився у ході російського вторгнення в Україну.
Брав участь в АТО на сході України.

## Нагороди
- Орден «За мужність» III ступеня (2022) — за особисту мужність і самовіддані дії, виявлені у захисті державного суверенітету та територіальної цілісності України, вірність військовій присязі[2][3].